# Rachel Neter-Montanhes
Rachel Neter-Montanhes (Amsterdam, 7 maart 1903  - Auschwitz (concentratiekamp), 3 september 1943), was een verzetsvrouw tijdens de Tweede Wereldoorlog. 
Rachel was de dochter van gemeente-ambtenaar Abraham Montanhes (Amsterdam, 23 juni 1880) en Marianne da Silva Abenatar (Amsterdam, 1884) en trad op 16 januari 1930 te Amsterdam in het huwelijk met Hartog Neter (Amsterdam, 21 november 1902). Uit dit huwelijk werden twee kinderen geboren. Zowel Rachel als Hartog verleende uit menslievendheid hulp aan Joodse onderduikers.
Het echtpaar kwam in 1937 vanuit Zandvoort weer in Amsterdam wonen, eerst tijdelijk aan de Plantage Kerklaan, vanwaar zij op 14 september 1938 verhuisde naar de Plantage Badlaan 24 te Amsterdam. Op dat adres is ook een struikelsteen geplaatst ter herinnering als inwoner van Amsterdam. Op 23 augustus 1941 kreeg zij haar Persoonsbewijsnr. 594861.
In juli of augustus 1943 werden zij onverwacht gearresteerd en korte tijd later overgebracht naar Kamp Westerbork. Per 31 augustus 1943 werd zij per trein getransporteerd – tegelijk met 962 andere mensen die vervolgd werden - naar concentratiekamp Auschwitz,  waar zij op 2 september 1943 aankwamen. Rachel  overleed de volgende dag op 40-jarige leeftijd in het concentratiekamp Auschwitz.

## Eerbetoon
Rachel kreeg een blijvende herinnering met andere vrouwen uit het verzet in de vorm van een standbeeld in Heerhugowaard, waar ook een straat naar haar vernoemd is.